# Waimirita-(Y)
La waimirita-(Y) és un mineral de la classe dels halurs, que forma part del subgrup de l'oskarssonita, dins del supergrup de la perovskita. Rep el nom dels indígenes brasilers Waimiri-Atroari.

## Característiques
La waimirita-(Y) és un fluorur de fórmula química YF₃. Va ser aprovada com a espècie vàlida per l'Associació Mineralògica Internacional l'any 2013. Cristal·litza en el sistema ortoròmbic, a diferència dels fluorurs trigonals relacionats de terres rares: la fluocerita-(Ce) i la fluocerita-(La). Es troba en forma d'agregats massius de cristalls aplanats de fins a 1 micròmetre de grandària. Les formes no s'han determinat en espècimens naturals, però la YF₃ sintètica es pot mostrar en forma pinacoide, prismàtica i bipiramidal. És un mineral isostructural amb l'oskarssonita, del qual és el seu anàleg d'itri. Es coneix també un anàleg sintètic. Els exemplars que van servir per a determinar l'espècie, el que es coneix com a material tipus, es troben conservats a les col·leccions del Museu de Geociències de la Universitat de São Paulo, al Brasil, amb el número d'espècimen DR919, i en el Museu de Mineralogia Luiz Englert, a Porto Alegre.

## Formació i jaciments
Va ser descoberta a la mina Pitinga, al municipi de Presidente Figueiredo, dins l'estat de l'Amazones, al Brasil, on sol trobar-se associada a l'hal·loysita. També ha estat descrita a Jabal Tawlah, a la província de Tabuk, a l'Aràbia Saudita. Només ha estat descrita en aquests dos indrets en tot el planeta.